# Mercati in Corea del Sud

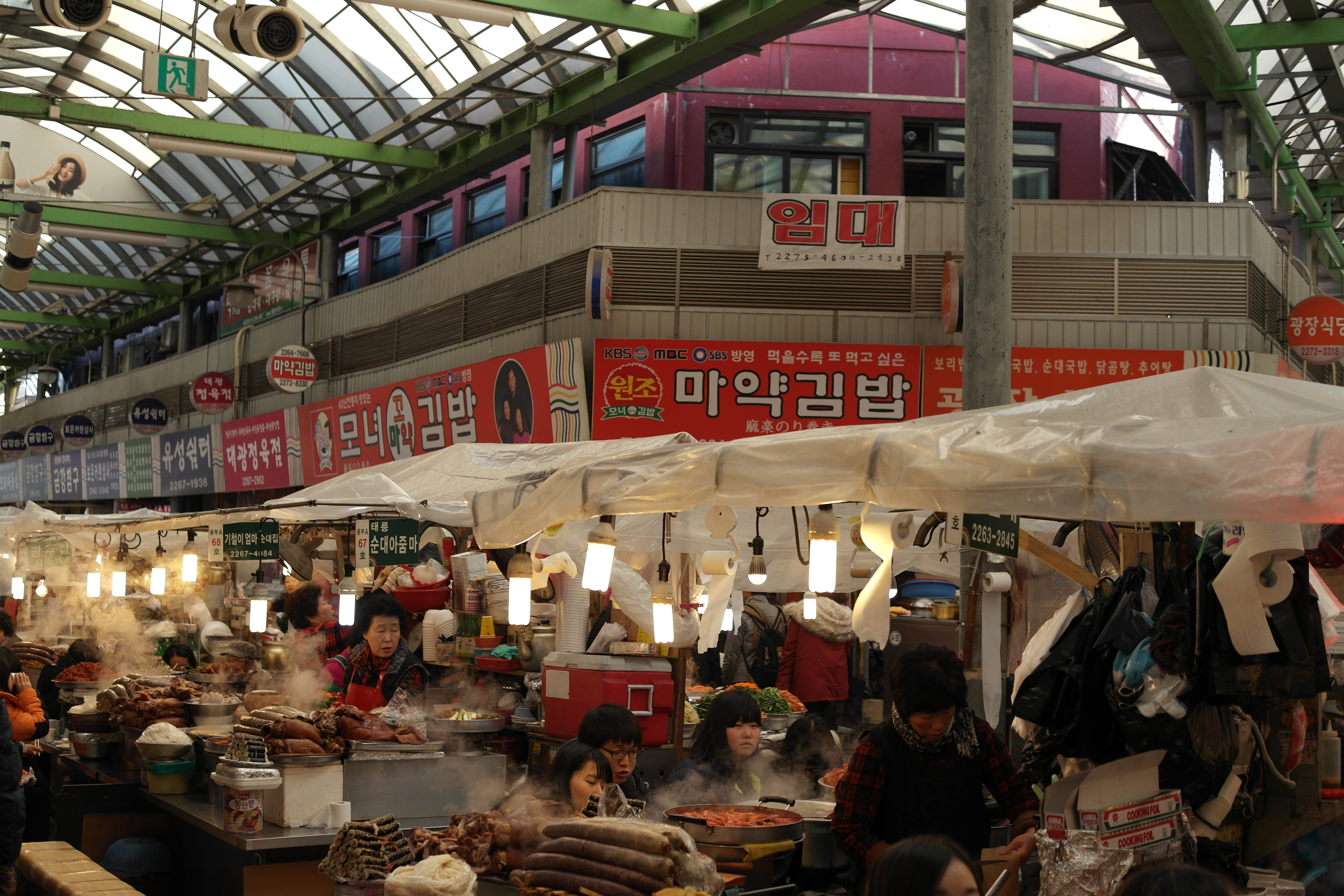
Il mercato Gwangjang nel distretto di Jongno, Seul, uno dei più grandi e antichi del Paese.

I mercati in Corea del Sud vendono un'ampia varietà di prodotti, tra cui frutta, verdura, carne, pesce, pane, vestiti, tessuti, artigianato, souvenir e prodotti della medicina tradizionale. In coreano i mercati si chiamano sijang (시장?), mentre quelli tradizionali di strada jaerae sijang (재래시장?) o jeontong sijang (전통시장?). L'area mercato comprende comunemente ristoranti permanenti, ristoranti pop-up e bancarelle (pojangmacha) che vendono cibi tradizionali e cibo di strada. Gli esercizi commerciali sono regolamentati dal Servizio per le piccole imprese e i mercati (소상공인시장진흥공단?, Sosanggong-insijangjinheungongdanLR) allo scopo di migliorarne le condizioni e svilupparli come attrazioni turistiche.